# × Renantanda
× Renantanda, viết tắt Rntda. trong ngành trồng trọt, là một loại lan lai giữa 2 dòng lan Renanthera and Vanda (Ren. x V.). Hai loài sau này đang bị đe dọa và có mùa sinh sản khác nhau do dó loại này rất là hiếm. Củng vì vậy mà dân chơi hoa chuyên nghiệp và tài tử đều đeo đuổi mua cho được loài lan này.
Renantanda greges

Rntda Lily Aow xuất phát như là sự lai giống của V. Pukele và Ren. Storiei. Đăng ký bởi L.L.Aow lan này được đặt tên theo Lee Lee AOW.